# Katharina Mevissen

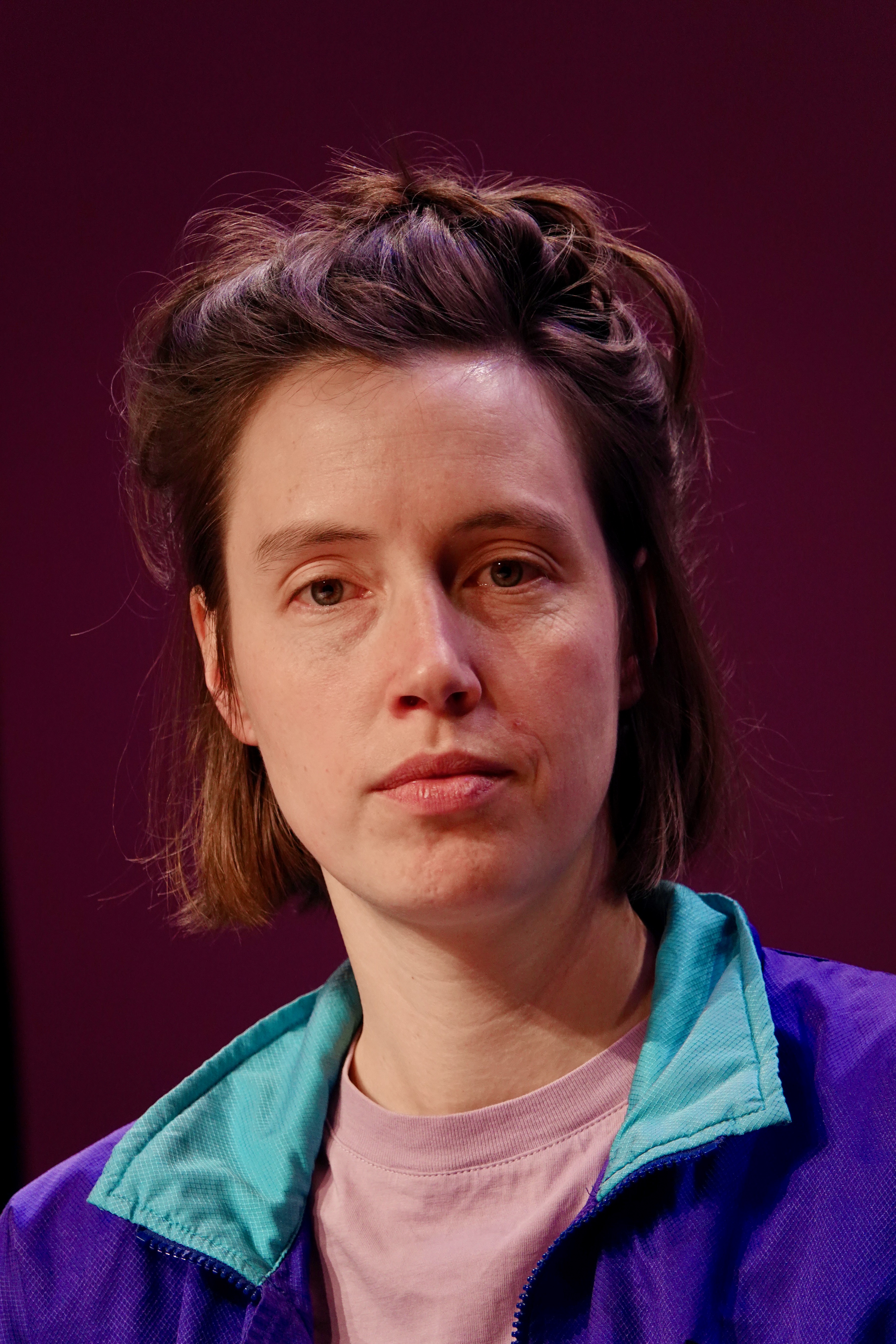
Katharina Mevissen

Katharina Mevissen (* 1991) ist eine deutsche Schriftstellerin.

## Leben
Mevissen wurde 1991 geboren und wuchs bei Aachen auf. Sie studierte Kulturwissenschaft und transnationale Literaturwissenschaft an der Universität Bremen. Des Weiteren hat sie in Berlin die Ausbildung zur Drehbuchautorin absolviert. Bis 2017 war sie Heinrich-Böll-Studienstipendiatin. Sie lebt derzeit in Berlin.

## Werke

### Romane
- Ich kann dich hören. Roman. Wagenbach, Berlin 2019, ISBN 978-3-8031-3306-9.
- Mutters Stimmbruch. Wagenbach, Berlin 2023, ISBN 978-3-8031-3355-7.

### Hörspiele
- 2021: Ich kann dich hören. (auch Hörspielbearbeitung) Regie: Martin Zylka (Westdeutscher Rundfunk)
- 2021: Schlechtes Licht. Lauschorte der Stadt Bremen[3]

## Auszeichnungen
- 2019: Kranichsteiner Literaturförderpreis
- 2024: Bremer Literaturförderpreis
- 2024: Droste-Förderpreis der Stadt Meersburg